# Криничное (Старобельский район)
Криничное (укр. Криничне) — село в Старобельском районе Луганской области Украины. Входит в Меловскую поселковую общину.
Население по переписи 2001 года составляло 57 человек. Почтовый индекс — 92505. Телефонный код — 6465. Занимает площадь 1,92 км². Код КОАТУУ — 4422881103.

## Местная власть
92500, Луганська обл., Старобільський р-н, смт Мілове, вул. Центральна, 73  (укр.)